# Certhilauda curvirostris
Certhilauda curvirostris е вид птица от семейство Чучулигови (Alaudidae).

## Разпространение
Видът е разпространен в Ангола, Лесото, Намибия, Свазиленд и Южна Африка.